# Gare de Beaulard
La gare de Beaulard est une gare ferroviaire située sur le territoire de la commune italienne d'Oulx, dans la région de Piémont.

## Situation ferroviaire
Établie à 1 150 mètres d'altitude, la gare de Salbertrand est située au point kilométrique 78,558 de la ligne du Fréjus.
Elle est dotée de deux voies bordées par deux quais latéraux.

## Histoire
La gare de Beaulard a été mise en service le 16 octobre 1871 en même temps que le tronçon de la ligne du Fréjus reliant Bussolin à la frontière française à Modane,.
Le 10 juillet 1912, la ligne est électrifiée en courant triphasé. La gare est convertie au courant continu le 28 mai 1961. La gare a été transformée en halte dans les années 1990 à la suite de l'installation du block automatique lumineux et à l'automatisation du passage à niveau suivant la gare.

## Service des voyageurs

### Accueil
Gare de Ferrovie dello Stato Italiane, elle est dotée d'un bâtiment voyageurs et d'un validateur de titres de transport.

### Desserte
Depuis le 9 décembre 2012, la gare de Beaulard est desservie chaque heure par la branche reliant Turin à Bardonnèche de la ligne 3 du service ferroviaire métropolitain de Turin. Elle est desservie à ce titre une fois par heure du lundi au samedi et plus épisodiquement le dimanche.

### Intermodalité
La gare de Beaulard est en correspondance avec la ligne interurbaine scolaire 285 exploitée par Arriva qui relie la Oulx à Bardonnèche.